# イタリア産業復興公社
イタリア産業復興公社（イタリアさんぎょうふっこうこうしゃ、イタリア語: Istituto per la Ricostruzione Industriale; IRI、略称イリ）は、1933年から2000年まで活動したイタリアの公企業である。
1933年、イタリア政府出資のもとで設立され、世界恐慌で破産間近となったイタリア商業銀行やローマ銀行などの大銀行を救済、自動車製造会社アルファロメオを傘下に収めるなど製造業をはじめとして国内経済を立て直す役割を担った。第二次世界大戦後、鉄鋼・自動車・航空・放送などに長期投資し、同国の経済成長を支えた。1980年代以降、株式売却を進め産業の民営化をはかったが、2000年に解散した。